# Ấn tượng VTV
Ấn tượng VTV là giải thưởng truyền hình thường niên của Đài Truyền hình Việt Nam nhằm ghi nhận và vinh danh các sản phẩm truyền hình, gương mặt MC, biên tập viên, bộ phim truyền hình ấn tượng, thu hút lượng lớn khán giả của VTV theo dõi và ủng hộ trong suốt một năm. Giải thưởng cũng chính là sự ghi nhận những đóng góp và nỗ lực của các MC – Biên tập viên, phim tài liệu, nghệ sĩ và các ê-kíp tổ chức sản xuất chương trình hay các đoàn làm phim. Giải được tổ chức lần đầu tiên vào năm 2014.
Lễ trao giải được thực hiện bởi Ban Sản xuất các chương trình Giải trí và được truyền hình trực tiếp trên kênh VTV1 vào lúc 20 giờ 10 ngày 7 tháng 9 hàng năm. Năm 2021, lễ trao giải được tổ chức vào ngày 1 tháng 1 năm 2022 do ảnh hưởng của đại dịch COVID-19, kể từ đây lễ trao giải sẽ được tổ chức vào ngày 1 tháng 1 hàng năm. Kể từ năm 2022, chương trình được phát lại dưới dạng tường thuật vào chiều mùng 1 Tết Nguyên đán Âm lịch hàng năm trên kênh VTV3.

## Thể lệ
Giải thưởng Ấn tượng VTV gồm hai vòng bình chọn:

### Vòng thứ nhất
- Đề cử sẽ do các Ban/Trung tâm thuộc Đài Truyền hình Việt Nam đưa ra.
- Bình chọn có sự tham gia của khán giả và hội đồng chuyên môn sẽ chọn ra Top 3[a] của mỗi hạng mục đề cử. Từ năm 2021, khán giả không cần tham gia bình chọn ở vòng này nữa.[2]
- Sau vòng này, điểm số và lượt bình chọn sẽ được làm mới lại từ đầu để tiếp tục bình chọn ở vòng 2.

Từ năm 2023, các đề cử được chia thành hai nhóm A và B, và được tính điểm thông qua bình chọn của khán giả qua ứng dụng VTV Go và SMS (chiếm 50%) cùng với bình chọn của hội đồng chuyên môn (chiếm 50%). Từ đó chọn ra Top 3 của mỗi hạng mục đề cử.

### Vòng thứ hai
- Các đề cử của từng hạng mục sẽ tiếp tục được bình chọn ở vòng này.
- Bình chọn có sự tham gia của khán giả.
- Hội đồng chuyên môn sẽ chọn ra cá nhân/tác phẩm/tập thể được bình chọn nhiều nhất ở các hạng mục. Những đề cử chiến thắng sẽ được tôn vinh trong lễ trao giải được truyền hình trực tiếp.

Trong cả hai vòng bình chọn, khán giả có thể bình chọn qua hình thức nhắn tin SMS hoặc trên trang chủ của giải. Từ năm 2021, lượt bình chọn trên trang chủ được chuyển đổi thành lượt bình chọn trên ứng dụng VTV Go. Từ năm 2023, các hạng mục đề cử nhóm A sẽ được bảo lưu kết quả từ vòng 1, trong khi các hạng mục nhóm B tiếp tục tham gia bình chọn vòng 2 với 100% điểm do khán giả bình chọn.

## Địa điểm tổ chức
- 2014, 2017-2022: Trường quay S14, Đài Truyền hình Việt Nam
- 2015: Cung thể thao Quần Ngựa, Hà Nội
- 2016: Nhà hát Hòa Bình, Thành phố Hồ Chí Minh
- 2023-nay: Nhà hát Hồ Gươm, Hà Nội

## Tổng hợp kết quả
| Hạng mục | 2014 | 2015 | 2016 | 2017 | 2018 | 2019 | 2020 | 2021 | 2022 | 2023 | 2024 |
| --- | ---- | ---- | ---- | ---- | ---- | ---- | ---- | ---- | ---- | ---- | ---- |
| MC Ấn tượng/ Dẫn chương trình Ấn tượng/ Biên tập viên – Dẫn chương trình Ấn tượng                                        | X    | X    | X    | X    | X    | X    | X    | X    | X    |      |      |
| Biên tập viên lên hình Ấn tượng                                                                                          | X    |      |      |      |      |      |      |      |      |      |      |
| Hình ảnh Thời sự Ấn tượng/ Phóng sự Thời sự Ấn tượng                                                                     | X    | X    | X    | X    | X    | X    | X    | X    | X    |      |      |
| Nghệ sĩ Ấn tượng | X    |      |      |      |      |      |      | X    |      |      |      |
| Khách mời Ấn tượng | X    | X    |      |      |      |      |      |      |      |      |      |
| Hình ảnh Nhân văn Ấn tượng                                                                                               | X    | X    |      |      |      |      |      |      |      |      |      |
| Sân khấu Ấn tượng | X    | X    |      |      |      |      |      |      |      |      |      |
| Phim mới Ấn tượng/ Phim truyền hình Ấn tượng                                                                             | X    | X    | X    | X    | X    | X    | X    | X    | X    | X    | X    |
| Chương trình được cộng đồng mạng yêu thích                                                                               | X    | X    |      |      |      |      |      |      |      |      |      |
| Chương trình Văn hóa – Xã hội – Khoa học – Giáo dục Ấn tượng/ Chương trình Văn hóa – Khoa học xã hội – Giáo dục Ấn tượng | X    | X    | X    | X    | X    | X    | X    |      |      |      |      |
| Chương trình Giải trí Ấn tượng                                                                                           | X    | X    |      |      |      |      |      | X    | X    | X    | X    |
| Ca sĩ Ấn tượng |      | X    | X    | X    | X    | X    | X    |      |      |      |      |
| Diễn viên nam Ấn tượng                                                                                                   |      | X    | X    | X    | X    | X    | X    | X    | X    | X    | X    |
| Diễn viên nữ Ấn tượng |      | X    | X    | X    | X    | X    | X    | X    | X    | X    | X    |
| Nghệ sĩ hài Ấn tượng |      | X    | X    | X    |      |      |      |      |      |      |      |
| Chương trình Âm nhạc Ấn tượng                                                                                            |      | X    | X    | X    |      |      |      |      |      |      |      |
| Nhân vật của năm |      |      | X    | X    | X    | X    | X    |      |      |      |      |
| Chương trình của năm |      |      | X    | X    | X    | X    | X    | X    | X    |      |      |
| Nhân vật Ấn tượng |      |      |      | X    |      |      |      |      |      |      |      |
| Phim tài liệu Ấn tượng                                                                                                   |      |      |      |      | X    | X    | X    | X    | X    | X    | X    |
| Chương trình Dành cho trẻ em Ấn tượng/ Chương trình Giáo dục và Trẻ em Ấn tượng                                          |      |      |      |      |      |      |      | X    | X    |      |      |
| Chương trình Văn hóa và Thể thao Ấn tượng                                                                                |      |      |      |      |      |      |      | X    | X    |      |      |
| Nghệ sĩ Triển vọng |      |      |      |      |      |      |      |      | X    |      |      |
| Hình ảnh Lan toả |      |      |      |      |      |      |      |      | X    | X    | X    |
| Chương trình Sáng tạo của năm                                                                                            |      |      |      |      |      |      |      |      |      | X    | X    |
| Gương mặt trẻ Triển vọng/Gương mặt trẻ Ấn tượng                                                                          |      |      |      |      |      |      |      |      |      | X    | X    |
| Ứng dụng chuyển đổi số ấn tượng của năm                                                                                  |      |      |      |      |      |      |      |      |      |      | X    |

Từ năm 2021, hạng mục Nhân vật của năm không còn nằm trong các hạng mục bình chọn và trao giải chính, thay vào đó ban tổ chức sẽ tôn vinh một nhân vật thật sự nổi bật và có đóng góp cho cộng đồng. Hạng mục này có thể không được trao giải nếu không tìm được nhân vật đáp ứng những tiêu chí của giải thưởng.

### Giải thưởng nhân vật

#### Hạng mục MC/Biên tập viên/Dẫn chương trình
| Năm  | Người đoạt giải   |
| ---- | ----------------- |
| 2014 | Công Tố           |
| 2014 | Hoài Anh          |
| 2015 | Trấn Thành        |
| 2016 | Ngọc Trinh        |
| 2017 | Thành Trung       |
| 2018 | Ngô Kiến Huy      |
| 2019 | Thành Trung       |
| 2020 | Trần Việt Hoàng   |
| 2021 | Nguyễn Tuấn Dương |
| 2022 | Đức Bảo           |

#### Hạng mục Diễn viên
| Năm  | Nam diễn viên   | Nữ diễn viên    | Diễn viên hài |
| ---- | --------------- | --------------- | ------------- |
| 2015 | Kang Tae Oh     | Nhã Phương      | Trấn Thành    |
| 2016 | Hồng Đăng       | Nhã Phương      | Trường Giang  |
| 2017 | NSND Hoàng Dũng | Bảo Thanh       | NSƯT Xuân Bắc |
| 2018 | Hồng Đăng       | Lan Phương      |               |
| 2019 | NSND Trung Anh  | Bảo Thanh       |               |
| 2020 | Xuân Nghị       | Hồng Diễm       |               |
| 2021 | Mạnh Trường     | Hồng Diễm       |               |
| 2022 | Thanh Sơn       | Phan Minh Huyền |               |
| 2023 | Nhan Phúc Vinh  | NSƯT Kiều Anh   |               |
| 2024 | Duy Hưng        | Thanh Hương     |               |

#### Hạng mục Ca sĩ/Nghệ sĩ
| Năm  | Nghệ sĩ Ấn tượng | Nghệ sĩ Triển vọng | Ca sĩ        |
| ---- | ---------------- | ------------------ | ------------ |
| 2014 | Mỹ Tâm           |                    |              |
| 2015 |                  |                    | Mỹ Tâm       |
| 2016 |                  |                    | Hồ Văn Cường |
| 2017 |                  |                    | Vũ Cát Tường |
| 2018 |                  |                    | Mỹ Tâm       |
| 2019 |                  |                    | Đông Nhi     |
| 2020 |                  |                    | Hà Lê        |
| 2021 | NSƯT Xuân Bắc    |                    |              |
| 2022 |                  | Trương Mỹ Anh      |              |

#### Hạng mục Khách mời/Nhân vật
| Năm  | Khách mời/Nhân vật Ấn tượng           | Gương mặt trẻ Triển vọng |
| ---- | ------------------------------------- | ------------------------ |
| 2014 | Đàm Vĩnh Hưng                         |                          |
| 2015 | Võ Thị Ngọc Nữ                        |                          |
| 2016 | Trần Lập                              |                          |
| 2017 | 44 thầy giáo trường Tiểu học Tri Lễ 4 |                          |
| 2017 | Nguyễn Thị Ánh Viên                   |                          |
| 2018 | Đội tuyển U23 Việt Nam                |                          |
| 2019 | GS.TS. Nguyễn Thanh Liêm              |                          |
| 2020 | Tập thể y bác sỹ bệnh viện Bạch Mai   |                          |
| 2023 |                                       | Phạm Thiên Ân            |
| 2023 | Hà An Huy                             |                          |
| 2023 | Nguyễn Thị Oanh                       |                          |
| 2024 |                                       | Nguyễn Thị Hương         |
| 2024 | Phan Đăng Hoàng                       |                          |
| 2024 | Rhyder                                |                          |

### Giải thưởng sản phẩm

#### Hạng mục Phim truyền hình
| Năm  | Phim đoạt giải                   |
| ---- | -------------------------------- |
| 2014 | Vừa đi vừa khóc                  |
| 2015 | Tuổi thanh xuân                  |
| 2016 | Zippo, mù tạt và em              |
| 2017 | Người phán xử                    |
| 2018 | Cả một đời ân oán                |
| 2019 | Về nhà đi con                    |
| 2020 | Hoa hồng trên ngực trái          |
| 2021 | Hương vị tình thân               |
| 2022 | Thương ngày nắng về              |
| 2023 | Gia đình mình vui bất thình lình |
| 2024 | Độc đạo                          |

#### Hạng mục Phim tài liệu
| Năm  | Phim đoạt giải                    |
| ---- | --------------------------------- |
| 2018 | VTV Đặc biệt – Hành trình bất tận |
| 2019 | VTV Đặc biệt – Đường về           |
| 2020 | Giữa những quê hương              |
| 2021 | Hòa hợp dân tộc, chuyện chưa kể   |
| 2022 | Bốn mùa trong rừng thẳm           |
| 2023 | Mảnh ký ức                        |
| 2024 | Điện Biên Phủ - Nhìn từ nước Pháp |

#### Hạng mục Hình ảnh Thời sự/Nhân văn/Lan toả
| Năm  | Hình ảnh Thời sự/Phóng sự Thời sự                                                    | Hình ảnh Nhân văn        | Hình ảnh Lan toả                                                           |
| ---- | ------------------------------------------------------------------------------------ | ------------------------ | -------------------------------------------------------------------------- |
| 2014 | Tàu Trung Quốc phun vòi rồng                                                         | Đám cưới cô gái suy thận |                                                                            |
| 2015 | Hành trình giải cứu 12 công nhân trong vụ sập hầm thủy điện Đạ Dâng                  | Võ Thị Ngọc Nữ múa       |                                                                            |
| 2016 | Cuộc gặp gỡ cuối cùng của người mẹ ung thư                                           |                          |                                                                            |
| 2017 | Khúc bi tráng Gạc Ma                                                                 |                          |                                                                            |
| 2018 | Người dân cả nước ăn mừng chiến thắng của đội tuyển U23 Việt Nam tại SVĐ Thường Châu |                          |                                                                            |
| 2019 | Cuộc gặp gỡ thượng đỉnh Mỹ – Triều 2019                                              |                          |                                                                            |
| 2020 | Khoảnh khắc kỳ diệu giữa tâm điểm dịch bệnh ở Đà Nẵng                                |                          |                                                                            |
| 2021 | Sạt lở đất kinh hoàng ở Trà Leng                                                     |                          |                                                                            |
| 2022 | Mua bán ma túy tại trung tâm điều trị Methadone                                      |                          | Bình yên con nhé                                                           |
| 2023 |                                                                                      |                          | Nguyễn Thị Oanh cùng 4 HCV phi thường tại SEA Games 32                     |
| 2024 |                                                                                      |                          | Các lực lượng tìm kiếm người dân làng Nủ bị vùi lấp do sạt lở sau bão số 3 |

#### Hạng mục Sân khấu
| Năm  | Sân khấu đạt giải                |
| ---- | -------------------------------- |
| 2014 | Gala Như chưa hề có cuộc chia ly |
| 2015 | Hòa âm ánh sáng                  |

#### Hạng mục Chương trình
| Năm  | Chương trình VH-KHXH-GD                | Chương trình Giải trí/ Chương trình Giải trí ấn tượng | Chương trình Âm nhạc | Chương trình Dành cho trẻ em/Giáo dục và Trẻ em | Chương trình Văn hóa và Thể thao            | Chương trình cộng đồng mạng yêu thích | Chương trình của năm                       | Chương trình Sáng tạo của năm |
| ---- | -------------------------------------- | ----------------------------------------------------- | -------------------- | ----------------------------------------------- | ------------------------------------------- | ------------------------------------- | ------------------------------------------ | ----------------------------- |
| 2014 | Cây đàn Điện Biên                      | Bữa trưa vui vẻ                                       |                      |                                                 |                                             | 5S Online                             |                                            |                               |
| 2015 | Thay đổi cuộc sống                     | Bố ơi, mình đi đâu thế                                | Hòa âm ánh sáng      |                                                 |                                             | Bữa trưa vui vẻ                       |                                            |                               |
| 2016 | Cặp lá yêu thương                      |                                                       | Chào 2016            |                                                 |                                             |                                       | Gặp nhau cuối năm 2016                     |                               |
| 2017 | VTV Đặc biệt – Giấc mơ bay             |                                                       | Bài hát hay nhất     |                                                 |                                             |                                       | Gặp nhau cuối năm 2017                     |                               |
| 2018 | Điều ước thứ 7: Bản hòa tấu cha và con |                                                       |                      |                                                 |                                             |                                       | Gặp nhau cuối năm 2018                     |                               |
| 2019 | Ký ức vui vẻ                           |                                                       |                      |                                                 |                                             |                                       | Giai điệu tự hào: Những người con của biển |                               |
| 2020 | Quán thanh xuân: Về nhà xem phim       |                                                       |                      |                                                 |                                             |                                       | Park Hang-seo - Những câu chuyện chưa kể   |                               |
| 2021 |                                        | Cuộc hẹn cuối tuần                                    |                      | Thiếu niên nói                                  | Tổ quốc trong tim                           |                                       | Mưa lũ lịch sử miền Trung                  |                               |
| 2022 |                                        | Cuộc hẹn cuối tuần                                    |                      | Chung kết Đường lên đỉnh Olympia năm 2022       | Việc tử tế – Vì đất nước cần những trái tim |                                       | Khúc tráng ca hòa bình                     |                               |
| 2023 |                                        | Chị đẹp đạp gió rẽ sóng                               |                      |                                                 |                                             |                                       |                                            | Hoa xuân ca                   |
| 2024 |                                        | Anh trai vượt ngàn chông gai                          |                      |                                                 |                                             |                                       |                                            | Dưới lá cờ quyết thắng        |

#### Hạng mục khác
| Năm  | Hạng mục                                | Đề cử đoạt giải |
| ---- | --------------------------------------- | --------------- |
| 2024 | Ứng dụng chuyển đổi số ấn tượng của năm | VNeID           |

## Nhà tài trợ
- Tân Hiệp Phát
- OPPO
- Unilever
- Vingroup
- Vinamilk
- PV GAS
- BIDV
- Vietcombank
- VietinBank
- Agribank